# Lista över myndigheter inrättade av regeringen Fälldin I
Detta är en lista över myndigheter inrättade av den första Fälldinregeringen mellan oktober 1976 och oktober 1978.

## 1977
- Arbetslivscentrum (1 januari)
- Statens förhandlingsnämnd (1 januari)
- Offentliga sektorns särskilda nämnd (1 januari)
- Statens utlandslönenämnd (1 mars)
- Regionalpolitiska rådet (1 juli)
- Tekobranschrådet (1 juli)
- Rikscentralerna för pedagogiska hjälpmedel (1 juli)
- Sveriges lantbruksuniversitet (1 juli)
- Försvarets förvaltningsskola (1 juli)

## 1978
- Patentbesvärsrätten (1 januari)
- Småföretagsdelegationen (1 januari)
- Försäkringsrätterna (1 mars)
- Stiftelsen WHO Collaborating Centre on International Drug Monitoring (1 mars)
- TEKO - delegationen (1 juli)
- Statens haverikommission (1 juli)
- Regionstyrelserna för högskolorna (1 juli)
- Beredningen för livsmedel- och näringsfrågor (1 augusti)